# Thalictrum mazandaranicum
Thalictrum mazandaranicum är en ranunkelväxtart som beskrevs av Pakravan och Assadi. Thalictrum mazandaranicum ingår i släktet rutor, och familjen ranunkelväxter. Inga underarter finns listade i Catalogue of Life.